# Матрунки (Мозырский район)
Матрунки (бел. Матрункі) — деревня в Криничном сельсовете Мозырского района Гомельской области Республики Беларусь.

## География

### Расположение
В 7 км на юг от Мозыря, 5 км от железнодорожной станции Козенки (на линии Калинковичи — Овруч), 140 км от Гомеля.

## Транспортная сеть
Транспортные связи по просёлочной, затем автодорогам, которые отходят от Мозыря. Планировка состоит из дугообразной меридиональной улицы, к которой на севере присоединяется небольшой участок застройки. Жилые дома деревянные, усадебного типа.

## История
Найденный в деревне монетный клад относится к 1789 году, что свидетельствует о деятельности человека в этих местах в то время. По письменным источникам известна с начала XIX века как село в Мозырском уезде Минской губернии. На атласе 1800 года обозначена как хутор неподалёку от Мозыря. В 1879 году село в Мозырском церковном приходе. В 1885 году открыта церковно-приходская школа, которая размещалась в наёмном крестьянском доме.
В 1930 году организован колхоз «Коминтерн», работала кузница. Действовала начальная школа (в 1935 году 73 ученика). Во время Великой Отечественной войны 58 жителей погибли на фронте. Согласно переписи 1959 года в составе колхоза имени Ф. Э. Дзержинского (центр — деревня Творичевка). Работала 9-летняя школа.

## Население

### Численность
- 2004 год — 46 хозяйств, 79 жителей.

### Динамика
- 1870 год — 43 ревизские души.
- 1897 год — 70 дворов, 439 жителей (согласно переписи).
- 1925 год — 105 дворов.
- 1959 год — 465 жителей (согласно переписи).
- 2004 год — 46 хозяйств, 79 жителей.